# 安藤直次
安藤直次（日语：／ Andō Naotsugu，1555年—1635年6月27日），日本戰國時代到江戶時代前期的武將、大名，紀伊國田邊藩（紀州藩附家老）初代藩主。安藤基能的長男。從慶長5年（1600年）到元和2年（1616年）在德川幕府擔任老中的官職。

## 生平
年幼時就開始侍奉德川家康，從元龜元年（1570年）的姊川之戰到天正3年（1575年）的長篠之戰皆曾參戰。天正12年（1584年）的小牧長久手之戰中有出色表現，斬殺了池田元助。該役羽柴軍折損了森長可、池田恆興等將領，戰後直次也從家康那裡得到弓做為賞賜。天正18年（1590年）、家康轉封到關東時，也受封1000石的領地。
慶長5年（1600年）關原之戰中，擔任家康的使番（傳令、巡視）一職隨軍作戰。慶長8年（1603年）、直次也參加了家康被天皇任命為征夷大將軍的儀式。慶長10年（1605年）1月、受封武藏國2300石的領地，並和本多正純、成瀨正成等家康親信共同執掌幕府初期的政務。慶長15年（1610年）、家康任命直次為德川賴宣的家老（御附家老）；之後直次還是參與幕政，並擔任遠江國橫須賀藩主大須賀忠次的監護人。
從慶長19年（1614年）開始的大坂之戰，直次代替年幼的賴宣率軍參戰；但長男安藤重能不幸在大坂夏之陣中戰死。元和3年（1617年）、擔任遠江國掛川城主。元和5年（1619年）7月19日、賴宣轉封到紀伊國和歌山城，直次做為紀伊藩附家老也一同轉移，並受封紀伊國田邊城3萬8000石的領地。直次深受賴宣的信任，日後賴宣也曾說「多虧了直次自己才能夠成為大名」。
寬永12年（1635年）5月13日逝世，墓所位在三河國妙源寺。

## 附註
1. ↑  生年也有天文13年（1544年）、天文23年（1554年）等說法。